# Contea di McCulloch
La contea di McCulloch in inglese McCulloch County è una contea dello Stato del Texas, negli Stati Uniti. La popolazione al censimento del 2010 era di 8 283 abitanti. Il capoluogo di contea è Brady. La contea è stata creata nel 1856 ed organizzata 20 anni dopo, nel 1876. Il suo nome deriva da Benjamin McCulloch (11 novembre 1811 – 7 marzo 1862), generale e politico statunitense, soldato della rivoluzione del Texas, ranger del Texas, US Marshal e generale di brigata dell'esercito confederato durante la guerra civile americana.

## Storia
I primi abitanti della zona furono tribù di Tonkawa, Lipan Apache, Comanche, e Tawakoni, che si insediarono tra il 5000 a.C. al 1500 a.C.

## Geografia fisica
| Anno | Popolazione | ±%     |
| ---- | ----------- | ------ |
| 1870 | 173         | Note:  |
| 1880 | 1,533       | 786.1% |
| 1890 | 3,217       | 109.8% |
| 1900 | 3,960       | 23.1%  |
| 1910 | 13,405      | 238.5% |
| 1920 | 11,020      | −17.8% |
| 1930 | 13,883      | 26.0%  |
| 1940 | 13,208      | −4.9%  |
| 1950 | 11,701      | −11.4% |
| 1960 | 8,815       | −24.7% |
| 1970 | 8,571       | −2.8%  |
| 1980 | 8,735       | 1.9%   |
| 1990 | 8,778       | 0.5%   |
| 2000 | 8,205       | −6.5%  |
| 2010 | 8,283       | 1.0%   |

Secondo l'Ufficio del censimento degli Stati Uniti d'America la contea ha un'area totale di 1073 miglia quadrate (2780 km²), di cui 1066 miglia quadrate (2760 km²) sono terra, mentre 7,8 miglia quadrate (20 km², corrispondenti allo 0,7% del territorio) sono costituiti dall'acqua.

### Strade principali
- U.S. Highway 87
- U.S. Highway 190
- U.S. Highway 283
- U.S. Highway 377
- State Highway 71

### Contee adiacenti
- Coleman County (nord)
- Brown County (nord-est)
- San Saba County (est)
- Mason County (sud)
- Menard County (sud-ovest)
- Concho County (ovest)

## Istruzione
Nella contea sono presenti i seguenti distretti scolastici:
- Brady ISD
- Lohn ISD
- Mason ISD
- Rochelle ISD